# Cerioporus
Cerioporus Quél. (żagwiak) – rodzaj grzybów z rodziny żagwiowatych (Polyporaceae).

## Systematyka i nazewnictwo
Pozycja w klasyfikacji według Index Fungorum: Polyporaceae, Polyporales, Incertae sedis, Agaricomycetes, Agaricomycotina, Basidiomycota, Fungi.
Takson utworzył Lucien Quélet w 1886 roku. W 2025 r. Komisja ds. Polskiego Nazewnictwa Grzybów Polskiego Towarzystwa Mykologicznego zarekomendowała dla rodzaju Camarops nazwę żagwiak.
Gatunki występujące w Polsce:
- Cerioporus decipiens (Bres.) Zmitr. 2018
- Cerioporus glabrus (Ryvarden) Zmitr. 2018
- Cerioporus orcomantus (Robledo & Rajchenb.) Zmitr. 2018
- Cerioporus scutellatus (Schwein.) Zmitr. 2018
- Cerioporus sepiicolor (Corner) Zmitr. 2018
- Cerioporus squamosus (Huds.) Quél. 1886 – żagwiak łuskowaty
- Cerioporus varius (Pers.) Zmitr. & Kovalenko 2016 – żagwiak zmienny

Nazwy naukowe na podstawie Index Fungorum. Nazwy polskie na podstawie rekomendacji Komisji ds. Polskiego Nazewnictwa Grzybów.